# Gasela de Grant
La gasela de Grant (Nanger granti) és una gasela grossa amb banyes amb forma de lira que viu a les sabanes i praderies d'Àfrica. És una de les preses preferides per depredadors com el lleopard o el guepard. És veloç i pot assolir fàcilment 90 km/h.
Aquesta espècie viu al Sudan del Sud, Etiòpia, Somàlia, Tanzània, Uganda i Kenya. Prefereix els camps oberts i evita les àrees d'herbes altes. Pot aventurar-se dins de boscos d'acàcies si no són gaire espessos.
Fou anomenada en honor del naturalista i explorador escocès James Augustus Grant.